# Ирландский фунт
Ирландский фунт (ирл. punt Éireannach, англ. Irish pound) — денежная единица Ирландии, бывшая в обращении до введения евро в 2002 году. Обозначался ирландский фунт символом «£» или для избежания путаницы с фунтом стерлингов «IR£».

## Первые выпуски
Впервые монеты в Ирландии были отчеканены в 997 году, номиналы были полностью переняты из Англии и первоначально равнялись фунту стерлингов. Деление ирландского было таким же как и у английского, 1 фунт был равен 20 шиллингам, шиллинг был равен 12 пенсам. В результате порчи монет ирландский фунт значительно понизился по отношению к фунту стерлингов. На протяжении всей истории предпринимались попытки уравнять валюты, но в силу ряда причин курс их постоянно колебался. В 1701 году 13 ирландских фунтов приравняли к 12 фунтам стерлингов, таким образом 13 ирландских медных пенсов равнялись одному серебряному английскому шиллингу, собственных серебряных монет в Ирландии тогда уже не чеканили. В 1823 году были отчеканены последние ирландские медные пенни, после чего различные банки выпускали бумажные деньги, но своих монет Ирландия не имела вплоть до обретения своей независимости в 1922 году.

## XX век
После обретения независимости, первые ирландские фунты были выпущены в 1928 году и в начале были привязаны к английскому фунту стерлингов. К 1960-м назрела потребность во введении десятичной системы, и после обсуждений в 1969 году ирландский фунт стал равняться 100 пенсам, а не 20 шиллингам и 240 пенсам как раньше. 31 декабря 1998 года был введён постоянный курс евро к ирландскому фунту € = IR£ 0.787564. В 2002 году ирландский наличный фунт был полностью заменён на евро. Обмен наличных фунтов на евро в Ирландии был одним из самых быстрых в Европе, за первые две недели 2002 года было обменено 56 % денежной массы. Все ирландские банкноты и монеты, выпущенные начиная с 1928 года, могут быть обменены на евро в Центральном Банке Ирландии в Дублине.

## Замена на евро
По состоянию на 31 декабря 1998 года, обменный курс евро на ирландский фунт и 10 других валют Евросоюза (все, кроме фунта стерлингов, шведской кроны и датской кроны) были фиксированными. Фиксированный коэффициент преобразования для ирландского фунта был € 1 = 0,787564 ирландских фунтов. На следующий день, когда был введен евро, обменный курс составил GB £ 1 = € 1,42210, или GB £ 1 ≈ 1,12 ирландских фунтов. По состоянию на 1 января 2002 года, день, когда фактически был введен евро, английский фунт стерлингов составил около 1,287 ирландского фунта. После введения евро и падения фунта стерлингов в 2007—2009 годах, по состоянию на апрель 2010 года, GB £ 1 был равен около 0,91 эквивалента ирландского фунта.
По состоянию на 31 декабря 2001 года, общая стоимость ирландских банкнот в обращении составила € 4343,8 млн, а общая стоимость ирландских монет составила € 387 900 000. Вхождение Ирландии в зону евро было одним из самых быстрых в Еврозоне, некоторые магазины перестали принимать фунты уже через неделю перехода страны на евро. В 2002 году евро был равен 0,787564 ирландского фунта, 56 %, в стоимостном выражении; ирландские банкноты были изъяты из обращения в течение двух недель после введения банкнот и монет евро и к тому времени они перестали иметь юридический статус.
К 9 февраля 2002 года были изъяты из обращения только 45 % монет. Эта цифра несколько вводит в заблуждение, так как почти все монеты в обращении были обменены на евро к этой дате — остальные держали их в качестве сувениров, в коллекциях, или дома.
Все ирландские монеты и банкноты, с начала выпуска их Центральным банком Ирландского свободного государства, могут быть обменены на евро в Центральном банке в Дублине.